# Reinhold Messner
Reinhold Andreas Messner (Brixen, Zuid-Tirol, 17 september 1944) is een Italiaans bergbeklimmer en schrijver. Hij werd vooral beroemd door als eerste alle veertien bergen hoger dan 8000 meter succesvol te beklimmen.

## Beklimmingen
Messner was al op jonge leeftijd een talentvol rotsklimmer. Sinds de jaren zeventig verlegde hij zijn activiteiten naar hoge bergen in de Himalaya en de Karakoram. Grensverleggend was de manier waarop hij deze bergen beklom: alleen of in een kleine groep en zonder het gebruik van zuurstofflessen. Samen met Peter Habeler werd hij in 1978 de eerste in de geschiedenis die zonder extra zuurstof de Mount Everest beklom, de hoogste berg ter wereld. Twee jaar later was Messner ook de eerste die solo de top van de Everest bereikte.
Bij de beklimming van Nanga Parbat, die Messner in 1970 samen met zijn broer Günther Messner ondernam, kwam deze laatste om het leven. Messner zelf liep ernstige vrieswonden op. Critici vonden achteraf dat hij te veel risico had genomen door de beklimming te wagen met slecht weer in het vooruitzicht. In de jaren hierna vocht Messner verschillende rechtszaken uit met expeditieleider Karl-Maria Herrligkoffer. In 1986 bereikte Messner de top van de Lhotse en werd daarmee de eerste bergbeklimmer die alle achtduizenders had beklommen. 
Naast zijn beklimmingen in de Himalaya en de Karakoram was Messner ook de eerste man die de Kilimanjaro, de hoogste berg van Afrika, beklom langs de gevaarlijke en klimtechnisch lastige route door de zogenaamde Breach Wall ("de ijspegel"). Hij maakte ook pooltochten en schreef over zijn ervaringen vele boeken. Hij werd in 2010 onderscheiden met een Piolet d'Or. In latere jaren engageerde hij zich in het bijzonder voor het inrichten van 'bergmusea' (Messner Mountain Museum) op meerdere locaties in de bergen van Zuid-Tirol, o.a. op de Kronplatz boven Bruneck.

### Messners beklimmingen van de achtduizenders
| Jaar | Berg met hoogte in meters                                     |
| ---- | ------------------------------------------------------------- |
| 1970 | Nanga Parbat (8125)                                           |
| 1972 | Manaslu (8163)                                                |
| 1975 | Hidden Peak (Gasherbrum I) (8080)                             |
| 1978 | Mount Everest (8848), Nanga Parbat (8125)                     |
| 1979 | K2 (8611)                                                     |
| 1980 | Mount Everest (8848)                                          |
| 1981 | Shishapangma (8027)                                           |
| 1982 | Kangchenjunga (8586), Gasherbrum II (8034), Broad Peak (8051) |
| 1983 | Cho Oyu (8188)                                                |
| 1984 | Hidden Peak (8080), Gasherbrum II (8034)                      |
| 1985 | Annapurna I (8091), Dhaulagiri (8167)                         |
| 1986 | Makalu (8485), Lhotse (8516)                                  |

## Politiek
Bij de Europese parlementsverkiezingen van 1999 stelde Messner zich namens de ecologische Groene Federatie (Federazione dei Verdi) verkiesbaar voor het Europees Parlement. Hij slaagde erin te worden verkozen en had vanaf 20 juli 1999 zitting als Europarlementariër. Na één termijn nam hij op 19 juli 2004 afscheid van de politiek.

## Musea
Op initiatief van Reinhold Messner is in het Noord-Italiaanse hoogland een serie musea gesticht, die gewijd zijn aan de bergen: ontstaan en vergaan, bergen in cultuur en religie, bergsport et cetera. Als eerste opende in 2006 het  Messner Mountain Museum  in Castel Firmiano, even buiten Bolzano.